# 68e cérémonie des New York Film Critics Circle Awards
La 68e cérémonie des New York Film Critics Circle Awards, décernés par le New York Film Critics Circle, a eu lieu le 16 décembre 2002, et a récompensé les films réalisés dans l'année.

## Palmarès

### Meilleur film
- Loin du paradis (Far From Heaven)
  - Monsieur Schmidt (About Schmidt)
  - Parle avec elle (Hable con ella)

### Meilleur réalisateur
- Todd Haynes pour Loin du paradis (Far from Heaven)
  - Pedro Almodóvar pour Parle avec elle (Hable con ella)
  - Alexander Payne pour Monsieur Schmidt (About Schmidt)

### Meilleur acteur
- Daniel Day-Lewis pour le rôle de Bill Cutting dans Gangs of New York
  - Jack Nicholson pour le rôle de Warren R. Schmidt dans Monsieur Schmidt (About Schmidt)
  - Greg Kinnear pour le rôle de Bob Crane dans Auto Focus

### Meilleure actrice
- Diane Lane pour le rôle de Constance "Connie" Sumner dans Infidèle (Unfaithful)
  - Julianne Moore pour le rôle de Cathy Whitaker dans Loin du paradis (Far from Heaven)
  - Isabelle Huppert pour le rôle de Erika Kohut dans Le Pianiste

### Meilleur acteur dans un second rôle
- Dennis Quaid pour le rôle de Frank Whitaker dans Loin du paradis (Far from Heaven)
  - Chris Cooper pour le rôle de John Laroche dans Adaptation
  - Willem Dafoe pour le rôle de John Henry Carpenter dans Auto Focus

### Meilleure actrice dans un second rôle
- Patricia Clarkson pour le rôle de Eleanor Fine dans Loin du paradis (Far from Heaven)
  - Parker Posey pour le rôle de Greta Herskowitz dans Personal Velocity: Three Portraits
  - Hope Davis pour le rôle de Jeannie Schmidt dans Monsieur Schmidt (About Schmidt)

### Meilleur scénario
- Adaptation – Charlie Kaufman et Donald Kaufman
  - Monsieur Schmidt (About Schmidt) – Alexander Payne et Jim Taylor
  - Roger Dodger – Dylan Kidd

### Meilleure photographie
- Loin du paradis (Far from Heaven) – Edward Lachman
  - Gangs of New York – Michael Ballhaus
  - Les Sentiers de la perdition (Road to Perdition) – Conrad L. Hall

### Meilleur film en langue étrangère
- Et... ta mère aussi (Y tu mamá también) •  Mexique
  - Parle avec elle (Hable con ella) •  Espagne
  - L'Emploi du temps •  France

### Meilleur film d'animation
- Le Voyage de Chihiro (千と千尋の神隠し, Sen to Chihiro no kamikakushi)

### Meilleur premier film
- Dylan Kidd pour Roger Dodger
  - Rob Marshall pour Chicago
  - Zacharias Kunuk pour Atanarjuat

### Meilleur documentaire
- Standing in the Shadows of Motown
  - The Kid Stays in the Picture
  - Bowling for Columbine

### Prix Spécial
- Kino International pour la restauration de Metropolis